# Макрина Младшая
Макри́на Младшая (324 (327), Кесария, Каппадокия, Римская империя — 380, Амасея, Понт, Римская империя) — христианская святая, почитаемая в лике преподобных, сестра святителей Василия Великого и Григория Нисского. Память святой Макрины совершается Православной церковью 19 июля (по юлианскому календарю), Римско-католической церковью — 19 июля, лютеранскими церквями — 14 июня.
Макрина родилась в Каппадокии. Житие сообщает, что по откровению ангела, явившегося во сне её матери, девочку назвали Фёклой, но родственники стали называть её Макриной в честь бабушки-христианки, пострадавшей во время гонений императора Галерия. Образованием и воспитанием дочери занималась мать, приучившая её к церковным службам и молитвам.
Григорий Нисский называл её своей наставницей.
После смерти жениха, с которым её обручили родители, Макрина отказалась от брака, приняв монашество. Какое-то время она руководила сёстрами обители и, по некоторым свидетельствам, была удостоена дара чудотворения.